# Шишпор Христина Віталіївна
Христина Віталіївна Шишпор (нар. 5 березня 1986, Київ) — артистка балету, прима-балерина Національного академічного театру опери та балету України імені Тараса Шевченка, народна артистка України (2020).

## Життєпис
З майбутньою професією і за сумісністю улюбленою справою всього життя Христина познайомилася ще у дитячому віці. Уже в 4 роки (1990 р.) майбутня балерина пішла на свої перші заняття з балету. Вступила та закінчила Київський хореографічний коледж Кияночка. Середню освіту балерина отримувала спочатку у школі № 57, а після восьмого класу у Школі екстернів. Згодом, навчаючись у Київській муніципальній Українській Академії танцю, почала паралельно свої перші виступи у складі балетної трупи Національної опери України (2002 р.).
У віці 16 років, після перемоги у Міжнародному конкурсі балету ім. С. Лифаря, Христину запросили працювати одночасно три театри: Великий театр Росії, Віденська державна опера і Національний театр опери та балету України. Вона відхилила всі пропозиції, щоб працювати в Національному оперному театрі України.
Свою дебютну сольну партію балерина зіграла у тендітному віці — 17 років. Це була роль Одетти-Оділії в балеті «Лебедине озеро» П. Чайковського. Також в Національному театрі опери і балету Христина брала участь в гала-концертах, виступаючи на одній сцені з зірками світового балету.
Артистка активно гастролює, вона танцювала на провідних сценах: Японії, Бразилії, Аргентини, Перу, Італії, Німеччини, Австрії, Угорщини, Венесуели, Чилі, Франції, Монако, Іспанії, Бельгії та інших країн. Серед них можна виділити виступи на сценах Віденської та Будапештської опери.
Педагоги балерини: Варвара та Олена Потапови, Валентина Калиновська, Роберт Клявін, Валерій Ковтун, Людмила Сморгачова, Людмила Семеняка, Микола Прядченко, Сергій Бондур, Віктор Яременко, Євген Кайгородов, Аніко Рехвіашвілі, Анатолій Козлов, а також Михайло Мессерер, Юрій Григорович, Алекс Урсуляк та інші.
Зараз балерина виступає у театрі, здобуває вищу освіту у Херсонському державному університеті за спеціальністю хореографія, а також займається творчістю поза стінами театру. Зокрема, Христина зіграла головні ролі у кліпах О. Винника «Ніно»(2016 р.), ТІК «Злива» (2018 р.), знялася у кліпі І. Білик «Леонід»(2018 р.), Kazaky «Dance And Change»(2012 р.) та В. Гришко «Пам'яті Карузо»(2013 р.).

## Творчий репертуар
- «Лебедине озеро» П. Чайковського;
- «Кармен-сюїта» Ж. Бізе — Р. Щедріна;
- «Шехеразада» М. Римського-Корсакова;
- «Лускунчик» П. Чайковського;
- «Дон Кіхот» Л. Мінкуса;
- «Корсар» А. Адама;
- «Баядерка» Л. Мінкуса;
- «Спляча красуня» П. Чайковського;
- «Жізель» А. Адама;
- «Віденський вальс» Й. Штрауса;
- «Білосніжка» Б. Павловського;
- «Русалонька» О. Костіна;
- «Лілея» К. Данькевича;
- «Сильфіда» Х. Левенсхольда;
- «Клас-концерт» М. Мессерера;
- «Раймонда» О. Глазунова;
- «Даніела» М. Чембержі;
- «Трикутний капелюх» М. Д. Фальї;
- «Шопеніана» Ф. Шопена;
- «Снігова королева» на збірну музику.

## Конкурси, премії та нагороди
- Всеукраїнський конкурс «Сім королів веселки» (1996 р.) — золота медаль;
- Конкурс «Кришталева туфелька» (1997 р.) — лауреат, срібна медаль;
- Конкурс «Юність балету» (1997 р.) — лауреат, срібна медаль;
- Міжнародний конкурс класичного танцю (1998 р.) — приз «Покликання»;
- Міжнародний конкурс класичного танцю у Відні (1999 р.) — кубок лауреата і срібна медаль;
- Міжнародний конкурс класичного танцю «Фуете Артеку — 99» (1999 р.) — золота медаль;
- Міжнародний конкурс артистів балету ім. Рудольфа Нурієва (Угорщина, 1999 р.) — звання лауреата і пам'ятна медаль;
- Міжнародний конкурс класичного танцю в м. Санкт-Пельтен (Австрія, 2000 р.) — бронзова медаль;
- Конкурс «Фуете Артеку — 2000» ім. Ю. Григоровича (2000 р.) — золота медаль; * Всеукраїнський телевізійний конкурс «Крок до зірок» (2001 р.) — премія та звання лауреата;
- IV Міжнародний конкурс балету ім. С. Лифаря (Україна, 2001 р.) — золота медаль;
- Загальнонаціональна програма «Людина року — 2002» — переможець і володар премії «Прометей-престиж» в номінації «Юний талант року».

## Визнання
- 2013 — заслужена артистка України[2]
- 2020 — народна артистка України[1]

### Рекорд
- Національний Реєстр Рекордів України — 48 обертів фуете — вперше, виконаних під час одного балету.[3] (2019)